# Виталие Пирлог
Виталие Василиевич Пирлог (на румънски: Vitalie Pîrlog; роден на 28 юли 1974 г. , Ниспорени, Молдавска ССР, СССР) е молдовски политически деец, изпълняващ длъжността министър-председател на Молдова (2009), юрист, доктор по право.

## Биография
Виталий Пирлог е роден на 28 юли 1974 г. в град Ниспорени, Молдовска ССР .
През 1992 г. постъпва в Юридическия факултет на Международния независим университет на Молдова, през 1997 г. завършва обучението си и получава диплома по международно право.
От 1993 г. до 1997 г. работи като юрисконсулт в частна фирма.
През януари 2001 г. е назначен за заместник-ръководител на отдела за държавен агент и международни отношения на Министерството на правосъдието на Република Молдова, от 2001 до 2006 г. е представител на правителството на Молдова в Европейския съд по правата на човека.
От 20 септември 2006 г. до 25 септември 2009 г. е министър на правосъдието на Молдова.
От 14 до 25 септември 2009 г. – изпълняващ длъжността министър-председател на Молдова но.
От 2009 г. до 2017 г. оглавява обществено сдружение „Алианс за справедливост и права на човека“.
През 2013 г. получава титлата доктор по право, защитавайки дисертация на тема „Съвместимост на Европейската конвенция за правата на човека с Конституцията на Република Молдова в областта на свободата на изразяване“.
На 85-ата Генерална асамблея на Интерпол, проведена в Бали, Индонезия, между 7 и 10 ноември 2016 г., той беше избран с мнозинство за член на Комисията за контролни файлове на Интерпол (CCF) за период от пет години.
На 11 март 2017 г. Виталий Пирлог е избран за председател на Комисията за контрол на досиетата на Интерпол (CCF).
В периода 21 декември 2017 г. – 21 февруари 2018 г. той заема длъжността директор на Службата за информация и сигурност на Република Молдова, в съответствие с решението на парламента на Републиката.
Владее румънски, френски и руски език.